# Alain Denis
Alain Denis (Parigi, 2 giugno 1941 – Nizza, 25 giugno 2021) è stato un umorista, scrittore e illustratore francese. Era inoltre un gastronomo
Ha vissuto tra Roma e Sperlonga dal 1968 al 2010, poi si trasferì in Costa Azzurra.

## Biografia
Dopo il "baccalauréat" (la maturità) s'iscrive ad Architettura (Beaux Arts di Parigi), facoltà che abbandona dopo pochi anni. Approda in Italia nel 1965. Fa il disegnatore (schiavo nel gergo) per vari studi di architettura (Studio Asse, Zevi, Quaroni, Fiorentino e altri).  Nel 1975 pubblica assieme a Fabio Bonzi su "Linus" un fumetto tratto dal libro "Cuore" di De Amicis con la presentazione di Umberto Eco.
Nel 1975 è chiamato da Mario Pirani a collaborare come vignettista al progetto di un giornale che l’anno successivo è "La Repubblica". Alain Denis vi pubblica vignette nelle pagine dedicate all'economia fino al 2010, firmando "alaindenis" (In Francia firma Alain W. Denis per i troppi omonimi "Alain Denis" francesi).
Dal 1979 diventa anche "food writer" (racconti di alberghi, ristoranti e ricette) sulle pagine romane del quotidiano "La Repubblica" e successivamente sui supplementi "Trova Roma" e  "Viaggi". Dopo alcune strisce su un supplemento di Lotta continua diventa uno dei fondatori della rivista satirica "Il Male". Collabora a numerose altre testate sia in Italia che all’estero.
Negli anni '90 fonda insieme a due amici la casa editrice Trio dedicata a fumetti sul tema dell'economia. È stato tra i primi iscritti all'Arcigola e allo Slow Food di Carlin Petrini e ha partecipato alla sua fondazione a Parigi.
Ha ricevuto vari premi fra i quali la Palma d'Oro a Bordighera. Ha collaborato (come disegnatore, giornalista, gastronomo e food-writer) al Gambero rosso dal 1991 e a numerose riviste in Italia e all'estero, (Canada, Francia, ecc.).
I suoi disegni e illustrazioni sono stati pubblicati su diversi libri (soprattutto saggi d'economia e riviste di letteratura) e su: Middle East Business Rewiew, Hong Kong Economic Review, Libération, Totem Canada, Sughero, Newflux, Le Monde, Harakiri e Charlie Hebdo.
Ha pubblicato:
- "Cuore" sulla rivista Linus
- "Bella cucina del prof Bistrot-Buffet" (ed. Il Male - Mazzotta) edito anche in tedesco dalla Rote Verlag di K D Wolf (copertina di Topor)
- "La cucina futurista" calendario fotografico 1983 allegato a Frigidaire n.25 (ed. Primo Carnera)
- "Storie di borsa" (ed. Trio) con mostra alla Bnl (presentata de Nerio Nesi)
- "Ma che cavolo mangiamo?" (ed. Malatempora)
- "Spezie e condimenti nella cucina di un gourmet" (Gambero Rosso ed.)

Mostre: due a Sperlonga (Lazio), quattro a Roma, una a Panicale (Umbria) e inoltre varie partecipazioni ad altre mostre assieme ad altri colleghi.
Muore a Nizza, dopo una lunga malattia